# 拓跋朝光
拓跋朝光（?—?），唐朝时党项首领，拓跋守寂的儿子。安史之乱爆发後，吐蕃侵占了河西陇右，党项被迫放弃唐朝安置他们的庆州（今甘肃庆阳）静边州。765年，唐代宗将静边州和夏州六府党项被移徙到了夏州以东、银州（今陕西米脂）以北，封拓跋朝光为静边州大首领、左羽林大将军。建牙在银州。